# Apalone spinifera
Apalone spinifera és una espècie de tortuga de la família Trionychidae. Es distribueixen per Estats Units, Canadà i Mèxic. Apalone spinifera atra és sovint considerada com una espècie pròpia, Apalone ater.

## Morfologia
Té un cos molt pla, que li serveix per nedar millor i amb menys esforç. Les femelles poden mesurar fins a 50 cm, i els mascles fins a 25 cm. El seu cap i les potes són també clares amb ratlles i taques grogues o blanques. Tenen un característic nas en forma de trompa, que juntament amb el seu llarg coll els permet respirar sense haver de moure's del fons de l'aquari. Les potes estan molt palmejades. Té el closca de color clar, però la seva coloració varia molt amb cada exemplar. Hi ha exemplars que tenen alguns punts negres i la vora de color groc, altres que tenen petites taques fosques de diferents tonalitats i altres que tenen un color uniforme. La closca té una tacte rugós, que li dona nom. El plastró és de color blanc, sense taques. Amb l'edat aquestes tortugues van perdent la seva coloració característica.

## Distribució i hàbitat
A la natura habiten en bona part dels EUA, a les províncies del Canadà d'Ontario i Quebec, i en els estats mexicans de Tamaulipas, Nuevo León, Coahuila de Zaragoza, Chihuahua, Baixa Califòrnia i Morelos.
Aquesta espècie habita en llacs, estanys i altres zones aquàtiques de corrent molt lenta, amb molta vegetació i fons fangosos.

## Comportament
Són uns animals molt tranquils, que romanen la major part del temps en el fons de l'aigua, excepte quan van de caça.
No acostumen a sortir a prendre el sol. Només surten a la zona terrestre per realitzar la seva posta i poc més. Els exemplars d'aquesta espècie no solen ser agressius.
Són també unes grans caçadores. Gràcies a la seva velocitat en l'aigua i al seu llarg coll, persegueixen als peixos fins a donar-los caça. Són bastant tímides, i davant el mínim moviment aniran fins al fons de l'aquari i es enterraran a la sorra però amb el temps van perdent aquesta timidesa. Els exemplars adults poden viure sense problemes a l'aire lliure.